# حمصة
حُمصة تجمع فلسطيني ضمن مجلس قروي الكوم غرب محافظة الخليل جنوب الضفة الغربية. وقع تحت الاحتلال الإسرائيلي بعد حرب 1967. 

## الجغرافيا
يرتفع عن سطح البحر حوالي 480 مترًا، ويحده من الشمال أراضي سوبا، ومن الجنوب طاروسة، ومن الشرق دورا ومن الغرب خربة الدير والمورق، يشترك التجمع مع قرى الكوم، وبيت مقدوم والمورق بمجلس قروي موحد.

## السكان
بلغ عدد سكان التجمع عام 2007 نحو 24 نسمة، فيما بلغ عدد سكانه نحو 64 نسمة وفقًا للتعداد السكاني الفلسطيني عام 2017.